# Трг од ћирилице
Трг од ћирилице је културно-духовна манифестација која се одржава љети у Херцег Новом и другим градовима Црне Горе (Цетиње, Бар), а чува и одржава вишевјековно светосавско насљеђе на тим просторима.
Идејни творац Трга од ћирилице био је митрополит црногорско-приморски Амфилохије Радовић. Организатори су Митрополија црногорско-приморска, ИУУ Светигора, Архијерејско намјесништво херцегновско и Удружење издавача и књижара Црне Цоре. Прва манифестација је одржана 2014. године, на почетку само у Херцег Новом, али се наредних година проширила и на Цетиње и Бар. То је једина манифестација одржана у Црној Гори и у вријеме пандемије корона вируса, а митрополит је учествовао на 7. Тргу од ћирилице 2020. (исте године и умире од посљедица проузрокаваних вирусом корона). Манифестацју чине промоције књига, предавања на црквено-друштвене теме, концерти духовне и народне (етно) музике... Неки од учесника су били Амфилохије Радовић, Атанасије Јевтић, Јоаникије Мићовић, Мило Ломпар, Милош Ковић, Мира Лолић Мочевић, Даница Црногорчевић... Манифестација чува континуитет са духовно-националним осјећањима Црногораца из периода династије Петровић-Његош, српску националну свијест, ћирилићно писмо, припадност светосавској Српској православној цркви... Награде ове манифестације су Печат Херцега Шћепана и Ћирилићник. 2021. на 8. Тргу од ћирилице, обје награде одлазе у Никшић. Милутин Мићовић је био добитник Печата Херцега Шћепана, а Ћирилићник је уручен Институту за српску културу. Сваке године, манифестација је посвећена разним историјским догађајима. Тако је 2019. Трг од ћирилице одржан у спомен на 800 година светосавске самосталности Српске православне цркве и 630 година од Косовског боја, а 2021. је посвећен обиљежавању 700 година од смрти Светог краља Милутина и другим јубилејима.